# Azotiprite

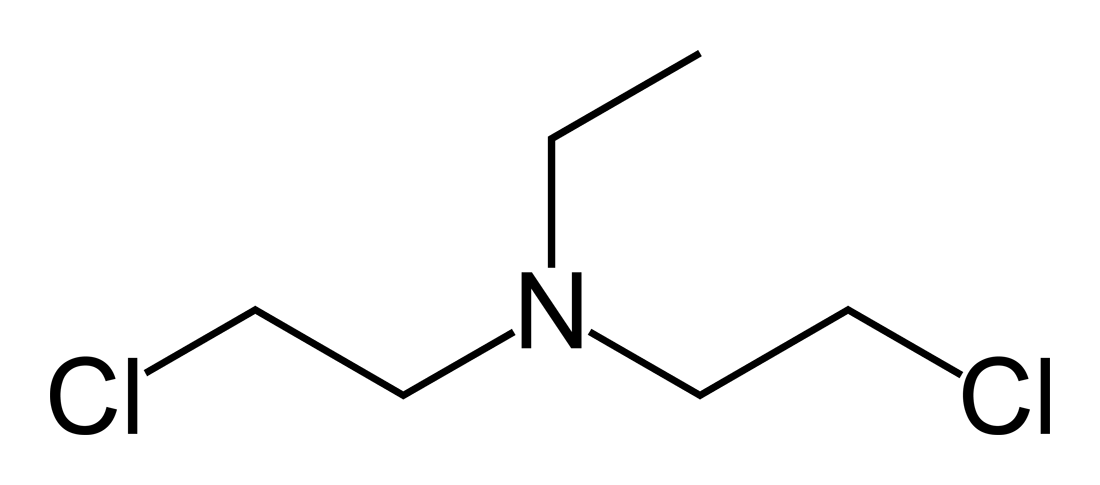
Struttura della molecola HN1.

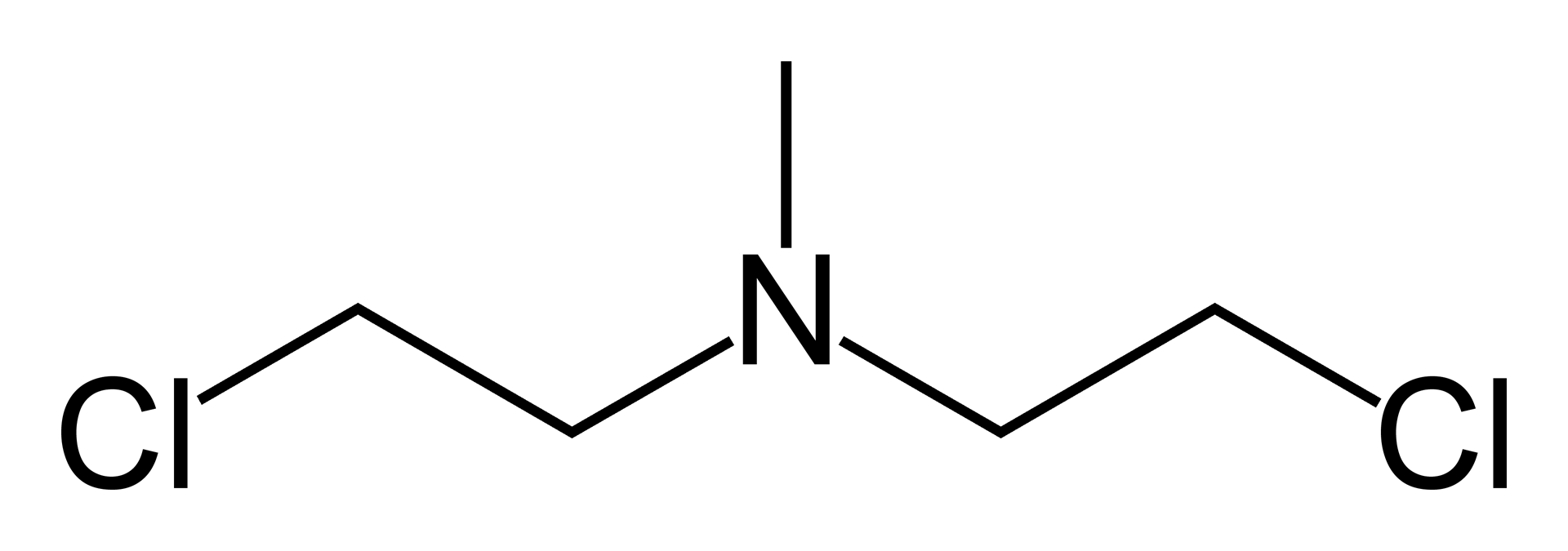
Struttura della mecloretamina.

Le azotipriti (o azotoipriti o azoipriti o mostarde azotate) sono agenti chemioterapici citotossici simili all'iprite, sostanza cancerogena. Nonostante il loro uso comune come medicinali, si tratta di composti usati anche in qualità di armi chimiche per scopi bellici e sono derivati dell'iprite. Si presentano sotto forma di gas inodore, incolore e insapore.

## Storia
La prima azoiprite ad essere usata come farmaco fu la mustina, adesso non più utilizzata, ma che fu il primo farmaco ad essere usato nella lotta ai tumori come agente chemioterapico. È una sostanza di schedula 1 nella convenzione sulle armi chimiche. Altre mostarde azotate includono la ciclofosfamide, il clorambucile, l'uramustina e il melphalan.
Venne utilizzato durante la seconda guerra mondiale nella guerra chimica. È infatti un vescicante e anticolinesterasico. Per contrastare questi effetti si utilizzano dimercaprolo o sali di cloro.
Attualmente, la ciclofosfamide è utilizzata come agente chemioterapico. Nell'organismo, mediante una reazione di Feulgen, viene trasformata in quattro molecole di acido cloridrico.

## Composizione e meccanismo d'azione
È composta da di(2-cloroetil)etilammina (HN1) e di(2-cloroetil)metilammina (HN2). La miscela azotiprite (HN1 e HN2) e tri(2-cloroetil)ammina (HN3) prende il nome di "mostarda azotata".
Le mostarde azotate agiscono esercitando proprietà radiomimetiche sul materiale citogenetico della cellula (cromosomi); gli effetti visibili sono simili a quando il materiale genetico è esposto a radiazioni.

## Tipologia
Esempi di mostarde azotate che possono essere usate per armi chimiche includono:
- HN1: Bis(2-cloroetil) etilammina
- HN2: Bis(2-cloroetil) metilammina
- HN3: Tris(2-cloroetil) ammina

Molte nazioni hanno accumulato molte munizioni contenenti gas mostarda azotati durante la seconda guerra mondiale, ma nessuno fu usato in combattimento. Come con tutti i tipi di gas mostarda, le mostarde azotate costituiscono un potente agente vescicante.

## Indicazioni
Indicata contro leucemie, particolari linfomi e nel mieloma. Agisce da antiblastico.

## Effetti indesiderati
Fra gli effetti collaterali più frequenti si riscontrano nausea e vomito.